# Cerkiew Zaśnięcia Matki Bożej w Pekinie
Cerkiew Zaśnięcia Matki Bożej – cerkiew prawosławna w ambasadzie rosyjskiej w Pekinie.

## Historia

### Cerkiew misyjna
Cerkiew została wzniesiona na terenie zabudowań rosyjskiej misji prawosławnej w 1903. Jej budowę pobłogosławił jeden z twórców misji, biskup Innocenty (Figurowski). Była to cerkiew tymczasowa, miała spełniać swoje funkcje jedynie do momentu budowy okazalszych świątyń, stąd nie posiadała wyraźnych cech rosyjskiego budownictwa sakralnego. Jej wyposażenie było bardzo skromne – wiadomo, że z pewnością znajdowały się w niej ikony św. Mikołaja, św. Demetriusza z Tesalonik i św. Pantelejmona. Cerkiew została zamknięta w 1956 i zamieniona w garaż.

### Ponowne otwarcie
Nabożeństwa w cerkwi zaczęły być ponownie odprawiane w 1996. Starania o ponowne otwarcie cerkwi podjął ks. Dionizy Pozdniajew, którego wspierał rosyjski ambasador Rogaczew. W 2002 grupa inicjatywna wiernych rosyjskich skontaktowała się z patriarchą Moskwy w sprawie odnowienia obiektu i uczynienia go stałą czynną cerkwią. W wysiłki na rzecz ponownego otwarcia świątyni zaangażował się również prezydent Władimir Putin. Główne prace rekonstrukcyjne, po negocjacjach z Chińczykami, miały miejsce między czerwcem 2008 i 2009. Ołtarz obiektu został wykonany ze składek prawosławnych wiernych z różnych krajów. Do cerkwi zostały również przeniesione relikwie św. metropolity ryskiego Jana (Pommersa). Na dzwonnicy cerkwi umieszczono sześć dzwonów. 
Przy cerkwi działa muzeum opisujące obecność Rosjan w Chinach. Obiekt został ponownie poświęcony 13 października 2009. Uroczystości wyświęcenia budynku przewodniczył, z błogosławieństwa patriarchy moskiewskiego i całej Rusi Cyryla, arcybiskup jegoriewski Marek (Gołowkow).